# Легенди Діснея
Легенди Діснея — нагорода, заснована компанією «The Walt Disney Company» в 1987 році за ініціативою її тодішнього керівника Роя Едварда Діснея. Вручається за екстраординарний та вагомий внесок в історію компанії. Нагородження відбувається на спеціальній церемонії, яка проходить щорічно.

## Опис
Нагорода виготовлена у формі руки Міккі Мауса яка тримає чарівну паличку з зіркою на кінці. Дизайн статуетки розробив американський скульптор італійського походження Андреа Фавіллі (Andrea Favilli). Кожна нагорода виготовляється вручну з бронзи. 

Сам Рой Дісней описав нагороду так:

У нагороди «The Disney Legends award» є три основних елементи, які характеризують вклад, зроблений кожним талановитим одержувачем.
Спіраль означає уяву, владу ідеї.
Рука тримає дари навички, дисципліни і майстерності.
Паличка і Зірка уособлюють диво: іскра, яка запалюється, коли уява та навик об'єднуються, щоб створити нову мрію.

## Відбір кандидатів і церемонія нагородження
Кандидати на премію відбираються спеціальним комітетом, очолював який і членів якого Рой Дісней обирав особисто. До складу першого комітету входили Дейв Сміт, Арлін Людвиг, Марті Склар, Ренді Брайт, Джек Лінгквіст, Шерон Гарвуд, Арт Левітт, Шеллі Майлз, Паула Сіґман, Доріс Сміт та Стасіа Мартін.
На майдані перед корпоративною штаб-квартирою «The Walt Disney Company» в Бербанці (штат Каліфорнія) встановлено бронзові іменні меморіальні дошки з відбитками рук нагородженого і його автографом (якщо 
нагороджений був живий на момент присвоєння йому звання «Легенди Діснею»).
16 грудня 2009 року Рой Дісней помер, тому у 2010 році церемонія нагородження не відбулась.